# Таврія (Новотроїцьке)
Футбольний клуб «Таврія» — український футбольний клуб з селища міського типу Новотроїцького Херсонської області. Заснований у 1936 році.

## Історія назв
- 1936 — січень 2003 — «Таврія» (Новотроїцьке)
- січень 2003 — травень 2003 — «Мир-Таврія» (Новотроїцьке)
- з травня 2003 — «Таврія» (Новотроїцьке)

## Всі сезони в незалежній Україні
| Сезон   | Чемпіонат | Чемпіонат | Чемпіонат | Чемпіонат | Чемпіонат | Чемпіонат | Чемпіонат | Чемпіонат | Кубок       | Кубок | Кубок | Кубок | Кубок | Кубок | Кубок |
| Сезон   | Ліга      | Місце     | І         | В         | Н         | П         | М         | О         | Етап        | І     | В     | Н     | П     | М     | О     |
| ------- | --------- | --------- | --------- | --------- | --------- | --------- | --------- | --------- | ----------- | ----- | ----- | ----- | ----- | ----- | ----- |
| 1992/93 | —         | —         | —         | —         | —         | —         | —         | —         | 1/64 фіналу | 1     | 0     | 0     | 1     | 0−1   | 0     |
| 1994/95 | Третя     | 17 з 22   | 42        | 14        | 4         | 24        | 37−79     | 46        | 1/64 фіналу | 2     | 1     | 0     | 1     | 7−1   | 2     |
| Всього  | Третя     | 1 сезон   | 42        | 14        | 4         | 24        | 37−79     | 32        | >2 сезони   | 3     | 1     | 0     | 2     | 7−2   | 2     |

## Досягнення
Чемпіонат України серед аматорів:
- Переможець (1): 1993/94 (Зона 6)
- Срібний призер (1): 1992/93 (Зона 6)

Чемпіонат Херсонської області:
- Переможець (8): 1990, 1992, 1993, 1994, 1996, 2011, 2013, 2019
- Срібний призер (3): 1996, 2012, 2018
- Бронзовий призер (3): 1989, 1997, 2010

Кубок Херсонської області:
- Володар (10): 1951, 1962, 1992, 1994, 1997, 1998, 2001, 2010, 2013, 2020
- Фіналіст (1): 1990

Суперкубок Херсонської області:
- Володар (1): 2020

Відкритий Кубок Асоціації футболу АР Крим:
- Бронзовий призер (1): 2020